# Ignacio Encinas
Ignacio Encinas é um tenor espanhol. Começou sua carreira em Lisboa com o papel de Alfredo em La Traviata. 

## Repertório
- Verdi
  - Il Trovatore (Manrico)
  - La Traviata (Alfredo)
  - Rigoletto (Duque)
  - Aïda (Radames)
  - Alzira (Zamoro)
  - Ernani (Ernani)
  - Attila (Foresto)
  - Macbeth (Macduff)
  - Nabucco (Ismaele)
  - Un Ballo in Maschera (Riccardo)
  - Simone Boccanegra (Gabriele Adorno)
  - Luisa Miller (Rodolf)
  - I Masnadieri (Carlo)
  - Requiem (Tenor)
- Puccini
  - Tosca (Cavaradossi )
  - La Bohème (Rodolfo)
  - Madame Butterfly (Pinkerton)
  - Turandot (Calaf)
- Bellini
  - I Puritani (Arturo)
  - Il Pirata (Gualtiero)
  - Norma (Pollione)
- Donizetti
  - La Favorita  (Fernando)
  - Lucia di Lammermoor (Edgardo)
  - Maria Padilla  (Don Ruiz)
- Mascagni
  - Cavalleria Rusticana (Turiddu)
- Giordano
  - Andrea Chenier (Andrea Chenier)
- Ponchielli
  - La Gioconda (Enzo / Cantate)
- Bizet
  - Carmen (Don José)
- Orff
  - Carmina Burana (Tenor)
- Cilea
  - Adriana Lecouvreur (Maurizio)
- Arrieta
  - Marina (Jorge)
- Escudero
  - Zigor (Urko)
- Smarieglia
  - Le Nozze istriane (Lorenzo)